# Nationalkomitee Freies Deutschland

Logo des Nationalkomitee Freies Deutschland

Vom NKFD verwendete Farbkombination Schwarz-Weiß-Rot, so auch von Angehörigen als Armbinde getragen

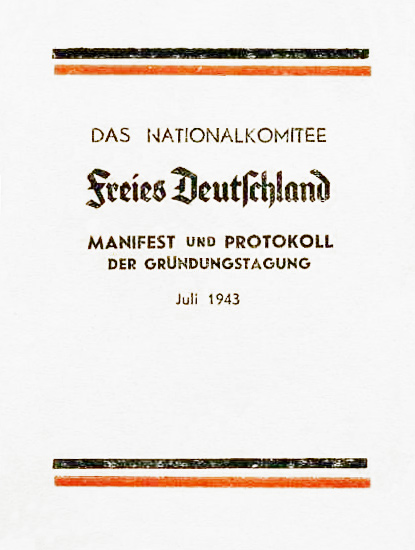
Manifest der Gründungsversammlung des „Nationalkomitees Freies Deutschland“

Das Nationalkomitee Freies Deutschland (NKFD) war eine antifaschistische Militärorganisation von deutschen kriegsgefangenen Soldaten und Offizieren mit kommunistischen deutschen Emigranten in der Sowjetunion, die 1943 gegründet wurde. Mitglieder der Organisation beschäftigten sich mit propagandistischen Tätigkeiten und waren an der Seite der Roten Armee im Kampf durch sogenannte Kampfgruppen engagiert. Sie verbanden Propaganda mit der Beschaffung nachrichtendienstlicher Informationen, militärischer Aufklärung, Sabotage und dem Kampf gegen die Wehrmacht (und die Waffen-SS). Darüber hinaus wurden sie auch nach Ostpreußen geschickt, um eine Partisanenbewegung zu organisieren, was jedoch scheiterte.
Die Organisation bestand bis Ende 1945. 

## Vorgeschichte

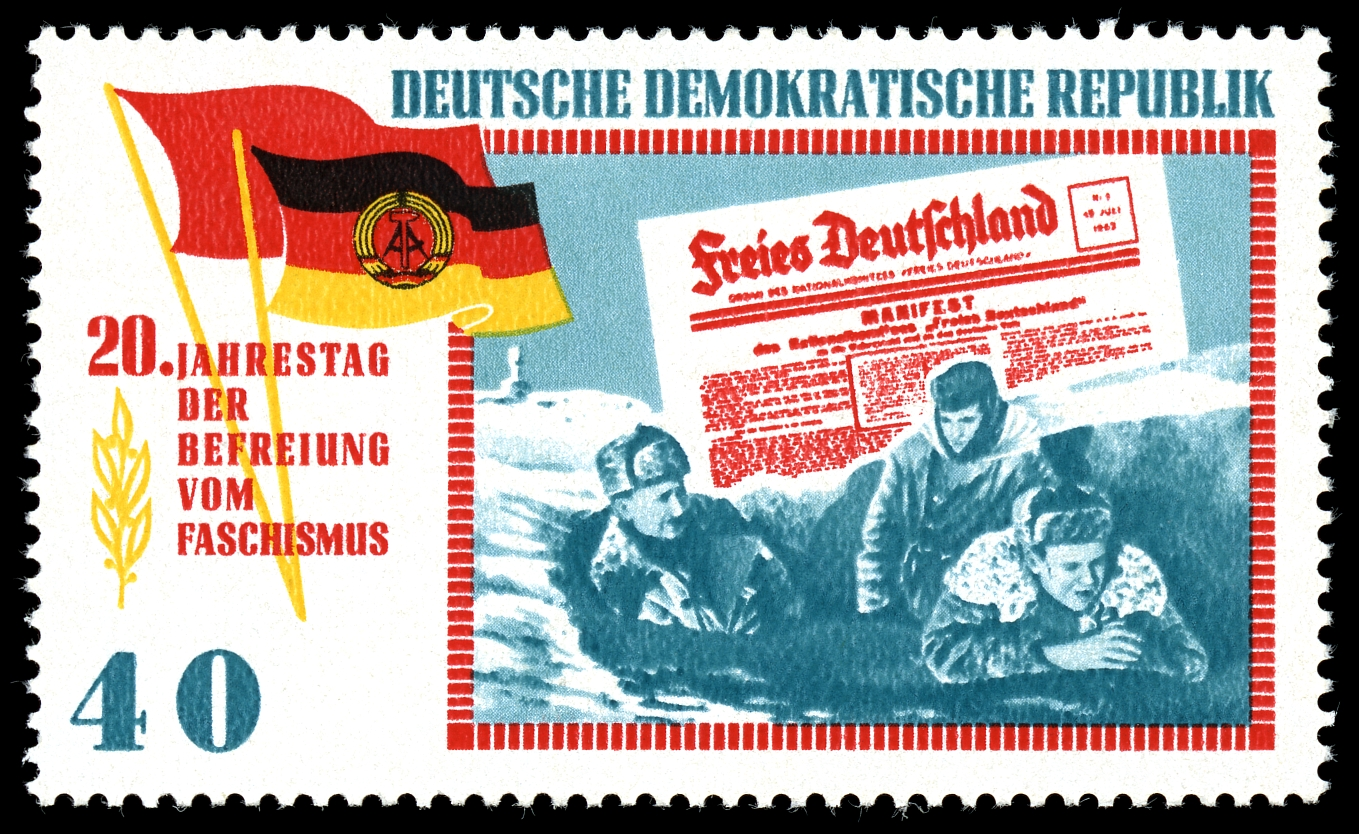
Eine DDR-Sondermarke erinnert an die Gründung des NKFD (1965)

Am 3. April 1942 verabschiedete das Politbüro der KPD in Moskau auf Anregung der Sowjetunion ein Grundsatzpapier, das zur Schaffung einer breiten Volksfront gegen Hitler aufrief, ungeachtet der politischen Herkunft der Beteiligten. Im Kriegsgefangenenlager Jelabuga bildete sich die erste antifaschistische Offiziersgruppe unter Hauptmann Ernst Hadermann. Dieser hatte am 21. April 1942 vor ca. 1000 Kriegsgefangenen die Rede Das Manneswort eines Hauptmanns gehalten. Am 31. Mai 1942 fand die erste antifaschistische Offizierskonferenz statt. 23 Offiziere unterschrieben einen Aufruf an alle Offiziere in der Kriegsgefangenschaft. Von kommunistischer Seite gab es den Vorschlag des Politbüros des ZK der KPD zur Bildung eines deutschen Komitees zum Kampf gegen Hitlerkrieg und Nazityrannei.
Es kam zur Bildung eines vorbereitenden Ausschusses im Lager Lunjowo im Moskauer Vorort Krasnogorsk. Der kommunistische Schriftsteller Erich Weinert wurde Vorsitzender, weitere Angehörige waren unter anderem Johannes R. Becher, Bernt von Kügelgen, Walter Ulbricht und Wilhelm Pieck. Anfang Juni 1943 wurden Alfred Kurella und Rudolf Herrnstadt von der sowjetischen Führung beauftragt, ein Manifest für das Komitee zu erarbeiten. Für die sowjetische Führung standen dafür vor allem zwei Personen: Dmitri Manuilski, Sekretär der Komintern, und Alexander Schtscherbakow, Chef der Politischen Hauptverwaltung der Roten Armee. Bemerkenswert daran war, dass Stalin anordnete, in diesem Manifest kommunistische Phrasen zu entfernen und die KPD nicht zu erwähnen. Laut den Aufzeichnungen Anton Ackermanns sah er damals das Komitee als Schattenregierung, während Kurella das Manifest als erstes Staatsdokument des neuen Deutschlands ansah.
Am 22. Juni 1943 kam es zur Bildung des Gründungskomitees. Erich Weinert, Wilhelm Pieck, Walter Ulbricht und Hans Mahle vertraten die Emigranten, Hauptmann Hadermann, Leutnant von Kügelgen, Feldwebel Stresow und der Gefreite Eschborn die Gefangenen. Aus den Offizierslagern kam zunächst wenig Bereitschaft, vor allem als am 5. Juli 1943 die deutsche Gegenoffensive bei Kursk begonnen hatte. Es wurde des Weiteren teilweise sogar die Entfernung Ulbrichts aus dem Gründungskomitee gefordert. Um Wünschen der Offiziere entgegenzukommen, wurde das Manifest des Gründungskomitees leicht umgestaltet und als Emblem nicht, wie anfangs gedacht, die schwarz-rot-goldene Flagge der Weimarer Republik, sondern die schwarz-weiß-rote Flagge des Deutschen Kaiserreiches gewählt.

## Gründung
Vom 12. bis zum 13. Juli 1943 fand in Krasnogorsk bei Moskau auf Initiative der UdSSR und seiner obersten Militärführung unter Aufsicht des Geheimdienstes GRU die Gründung des Nationalkomitees „Freies Deutschland“ statt. Erich Weinert wurde zum Präsidenten des NKFD gewählt. Die Emigrationsführung der KPD war mit Anton Ackermann, Wilhelm Florin, Wilhelm Pieck und Walter Ulbricht vertreten.

### Unterzeichner des Manifestes
| Kriegsgefangene - Karl Hetz (Major) - Heinrich Homann (Major) - Herbert Stößlein (Major) - Carl Fleischer (Hauptmann) - Ernst Hadermann (Hauptmann) - Eberhard Charisius (Oberleutnant) - Friedrich Reyher (Oberleutnant) - Fritz Rücker (Oberleutnant) - Heinrich Graf von Einsiedel (Leutnant) - Ernst Kehler (Leutnant) - Bernt von Kügelgen (Leutnant) - Matthäus Klein (Unteroffizier) - Fritz Luddeneit (Obergefreiter) - Jakob Eschborn (Gefreiter) - Leonhard Helmschrott (Gefreiter) - Erich Kühn (Gefreiter) - Hans Zippel (Gefreiter) - Otto Sinz (Obersoldat) - Max Emendörfer (Soldat) - Reinhold Fleschhut (Soldat) - Heinz Keßler (Soldat) | Kommunisten - Anton Ackermann - Martha Arendsee - Johannes R. Becher - Willi Bredel - Wilhelm Florin - Edwin Hoernle - Hans Mahle - Wilhelm Pieck - Gustav Sobottka - Walter Ulbricht - Erich Weinert - Friedrich Wolf |

Zwei Monate später gründete sich der Bund Deutscher Offiziere (BDO) unter General der Artillerie Walther von Seydlitz, kurz danach erfolgte der Anschluss des BDO an das Nationalkomitee. Auf der Sitzung des NKFD vom 16. Juni 1944 wurde zusätzlich auch ein „Arbeitskreis für kirchliche Fragen“ gebildet, dem unter anderen der evangelische Wehrmachtspfarrer Friedrich-Wilhelm Krummacher und der katholische Theologe Aloys Ludwig angehörten.

## Organisatorischer Aufbau

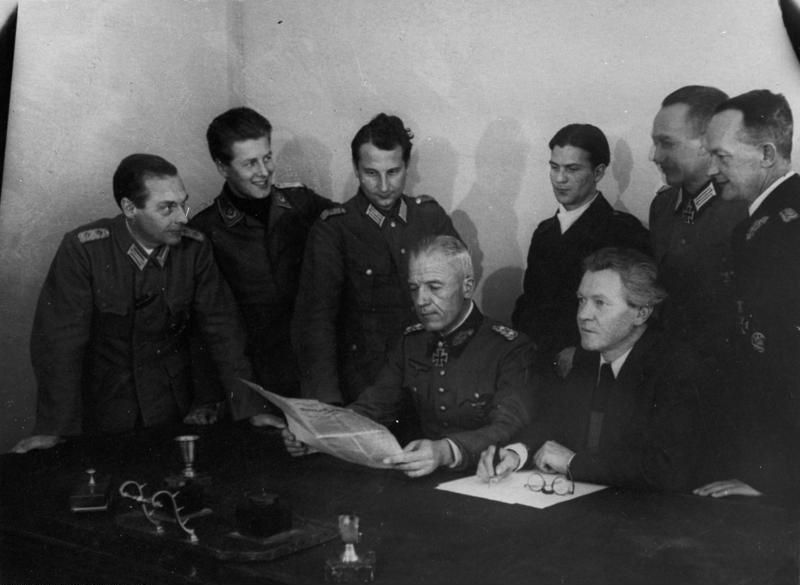
Sitzung des NKFD, sitzend rechts: Erich Weinert, Präsident des Komitees, links daneben: General von Seydlitz

Sitz des Nationalkomitees war zunächst Krasnogorsk, bevor es im August 1943 in ein ehemaliges Erholungsheim der sowjetischen Eisenbahnergewerkschaft nach Lunjowo, ca. 35 km von Moskau entfernt, einzog. Das oberste Gremium war das Plenum des Nationalkomitees. Diese Vollversammlung hielt mindestens einmal im Monat eine Tagung ab, auf der alle wichtigen Aufgaben besprochen sowie entsprechende Maßnahmen beschlossen wurden. Außerdem gab man auch Stellungnahmen zu den Berichten des Geschäftsführenden Ausschusses (GA) ab.
Dem GA gehörten anfangs mit Ulbricht und Weinert zwei Kommunisten und mit Hadermann und Zippel zwei Kriegsgefangene an. Nach dem Zusammenschluss mit dem BDO kamen noch die kriegsgefangenen NKFD-Mitglieder Rücker und Reyher sowie die BDO-Mitglieder Korfes, Lattmann, Luitpold Steidle und Hans-Günther van Hooven hinzu. Außerdem wurde noch eine operative Abteilung des GA eingesetzt, der Ulbricht, Reyher, Steidle, van Hooven und Zippel angehörten. Weiterhin gab es Kommissionen für Wirtschaft, Sozialpolitik, Recht und Kultur, die dem GA zuarbeiteten. Das Präsidium des Komitees, bestehend aus dem Präsidenten Weinert und den Stellvertretern Karl Hetz und Heinrich Graf von Einsiedel, erfüllte eher repräsentative Zwecke. Effektiv bestimmte allerdings nur Weinert die Linie des Präsidiums.
Neben dem offiziellen Nationalkomitee in Lunjowo befand sich in Moskau noch ein von den Kriegsgefangenen als „Stadtkomitee“ bezeichnetes Nationalkomitee im sogenannten Institut Nr. 99. Das Institut Nr. 99 wurde parallel zu den Gründungsvorbereitungen des Nationalkomitees anfangs als „Büro des Komitees zur Erledigung der laufenden Arbeiten“ aufgebaut. Aus dem Vorschlag des Politbüros des ZK der KPD zur Bildung eines deutschen Komitees zum Kampf gegen Hitlerkrieg und Nazityrannei hieß es dazu:
„Zu den besonderen Aufgaben des Büros gehört: Die (GLAV)PURRKA bei der politischen Aufklärungsarbeit unter den deutschen Offizieren und Soldaten an der Front und unter den deutschen Kriegsgefangenen zu unterstützen, insbesondere bei der Herausgabe der Zeitung, Flugblätter, Broschüren und bei der Schallplatten- und Lautsprecherpropaganda. Außerdem soll das Büro sich im Namen des Komitees mit eigenen Aufrufen an das deutsche Volk und an die deutschen Soldaten und Offiziere wenden, wozu auch das Radio systematisch ausgenutzt werden soll. (…) Das Büro führt die laufende Registratur der deutschen antifaschistischen Aktivs in den Kriegsgefangenenlagern und Kriegsgefangenenschulen im Einvernehmen und mit Hilfe der Verwaltung der Kriegsgefangenenlager der NKWD.“
Den Aufbau übernahm Anfang August 1943 Arthur Pieck, Hauptmann der Roten Armee und Mitarbeiter der Unterabteilung Information der Politischen Hauptverwaltung der Roten Armee. Ihn löste dann Michail Koslow als Institutsleiter, der er bis 1945 blieb, ab. Grundsätzlich wurde im Institut erstmals die Arbeit von Komintern, Innenministerium und GlavPURRKA (Politischer Hauptverwaltung der Roten Armee) im Umgang mit den Kriegsgefangenen zusammen koordiniert. Wolfgang Leonhard, damals Institutsmitarbeiter, erkannte sehr bald, dass im sogenannten Stadtkomitee die eigentliche politische Redaktionsarbeit geleistet wurde.
Dies zeigte sich darin, dass neben dem Präsidenten Weinert mit Ulbricht, Edwin Hoernle, Markus Wolf, Gustav Sobottka, Willi Bredel, Johannes R. Becher und Martha Arendsee wichtige NKFD-Mitglieder aus der Gruppe der KPD-Emigranten direkt am Institut arbeiteten. Weitere Emigranten besetzten Schlüsselpositionen in der Rundfunk- und Zeitungsredaktion des Komitees. Durch diese Kader wurde versucht, das propagandistische Auftreten des Nationalkomitees mit den politischen Zielen der Sowjetunion abzustimmen.

## Arbeit

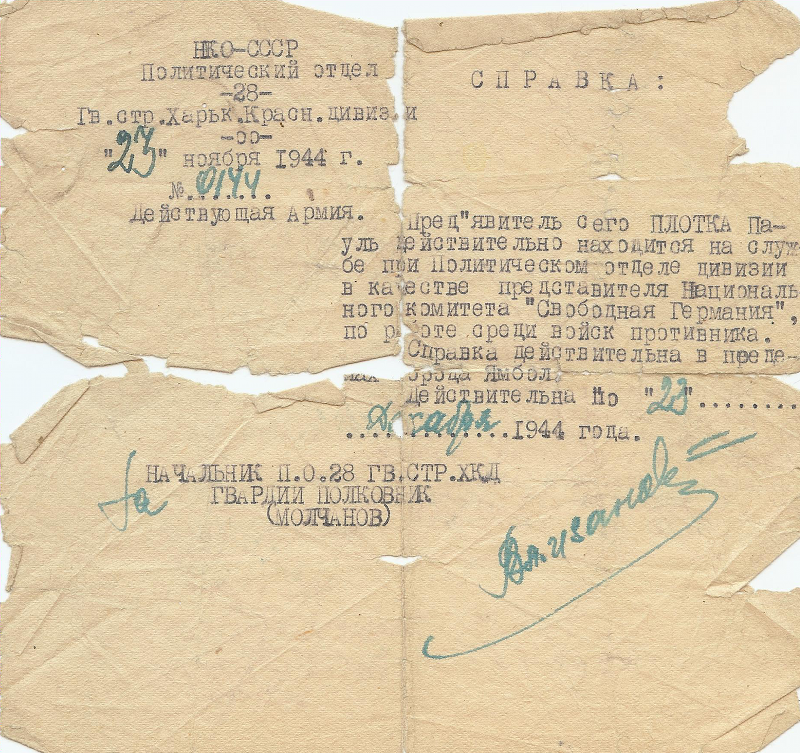
Mitgliedsausweis eines NKFD-Angehörigen

Das NKFD wurde von der Sowjetunion unterstützt. Es gab eine Wochenzeitung Freies Deutschland, eine Illustrierte Freies Deutschland im Bild und zahlreiche zentrale Flugblätter heraus. Ebenso betrieb es einen Radiosender „Freies Deutschland“. Erkennungsmelodie war das Vaterlandslied von Ernst Moritz Arndt. An den Fronten setzte es Lautsprecherwagen ein. Über solche Lautsprecherwagen wurden u. a. die Reden des deutschen Generals Walther von Seydlitz-Kurzbach, des ehemaligen Divisionspfarrers Friedrich-Wilhelm Krummacher bzw. von Walter Ulbricht, Anton Ackermann sowie Erich Weinert verbreitet.
Haupttätigkeit war die Überzeugungsarbeit an der Front mit dem Ziel, Wehrmachtsangehörige zum „Überlaufen“ bzw. zur freiwilligen Gefangennahme zu bewegen. Das Engagement trug Früchte. So gab sich am 8. Juli 1944 Generalleutnant Vincenz Müller freiwillig gefangen, bis zum 22. Juli 1944 folgten ihm 17 Generäle der ehemaligen Heeresgruppe Mitte, die beim Zusammenbruch der deutschen Front in Gefangenschaft gerieten und ihren Beitritt zum NKFD erklärten. Angehörige der Frontorganisation des NKFD wirkten auch im Hinterland der deutschen Front. Prominentes Mitglied war Feldmarschall Friedrich Paulus. Am 8. August 1944 erklärte der ehemalige Oberbefehlshaber der Stalingradarmee seinen Bruch mit Hitler und trat dem NKFD bei.
Die Rolle des NKFD beschränkte sich nicht nur auf Überzeugungsarbeit. So lockte das NKFD deutsche Verbände beispielsweise durch falsch gesetzte Funksprüche in Hinterhalte. Nach dem Zusammenbruch der deutschen Fronten in der Sowjetunion kam den in Gefangenschaft befindlichen deutschen Generälen in den Aufrufen des NKFD eine größere Bedeutung zu. Ein Beispiel dafür ist der Aufruf der 50 Generäle vom 8. Dezember 1944 an die Bevölkerung und die Wehrmacht, sich von Hitler loszusagen und den Krieg zu beenden.

## Auflösung
Nach dem Ende des Krieges lösten sich sowohl das NKFD als auch der BDO am 2. November 1945 in Moskau auf. Die meisten Emigranten kehrten nach Deutschland zurück, die kriegsgefangenen Mitglieder wurden wieder in reguläre Kriegsgefangenenlager überstellt. Vereinzelt kehrten sie in den folgenden Jahren heim, im September 1948 fünf Generäle und 100 Offiziere: Sie gingen in die Sowjetische Besatzungszone Deutschlands, wo sie die Kasernierte Volkspolizei aufbauten, den Vorläufer der Nationalen Volksarmee der DDR. Ein weiterer Teil kehrte 1950 heim, die letzten wurden 1955 entlassen.

## Bekannte Mitglieder
- Anton Ackermann
- Karl Barth
- Johannes R. Becher
- Lilly Becher
- Willi Bredel
- Alexander von Daniels
- Heinrich Graf von Einsiedel
- Max Emendörfer
- Otto Engelbert
- Wilhelm Florin
- Heinrich Gerlach
- Leonhard Helmschrott
- Rudolf Herrnstadt
- Heinrich Homann
- Josef Kayser (Kriegspfarrer)
- Heinz Keßler
- Bernt von Kügelgen
- Alfred Kurella
- Friedrich-Wilhelm Krummacher
- Paul Langheinrich[9]
- Walter Lehweß-Litzmann
- Wolfgang Leonhard (Sprecher beim Sender „Freies Deutschland“)
- Hermann Ley
- Rudolf Lindau
- Aloys Ludwig
- Werner Ludwig
- Paul Markgraf
- Si Mustapha-Müller
- Vincenz Müller
- Wilhelm Pieck
- Theodor Plievier
- Johannes Schröder
- Walther von Seydlitz
- Luitpold Steidle
- Walter Ulbricht
- Gustav von Wangenheim
- Hans Weiß
- Friedrich Wolf
- Erich Weinert
- Otto Winzer

## Film und Fernsehen
- Geheimkommando Bumerang (TV-Dreiteiler DDR 1966, Drehbuch: Rudolf Böhm, Regie: Helmut Krätzig, mit Alfred Müller in der Rolle des NKFD-Oberleutnants Werner Schütt)
- Geheimkommando Spree (TV-Zweiteiler DDR 1968, Regie: Helmut Krätzig) mit Otto Mellies, Alfred Müller und Gunter Schoß.
- Nationalkomitee Freies Deutschland (TV-BRD 1968, Regie: Georg Tressler) mit Carl Lange, Hans Putz und Wolf von Gersum.